# The Velvet Rope
The Velvet Rope là album phòng thu thứ sáu của ca sĩ người Mỹ Janet Jackson, phát hành ngày 7 tháng 10 năm 1997 bởi Virgin Records. Sau khi hợp tác ngắn hạn với hãng đĩa cũ A&M Records để ra mắt album tuyển tập đầu tiên Design of a Decade: 1986-1996 (1995), Jackson tiếp tục trở thành trung tâm của một cuộc đấu thầu cấp cao giữa những hãng đĩa để ký kết hợp đồng thu âm mới. Nhiều tập đoàn lớn như Bertelsmann, DreamWorks, Sony Music, Time Warner và The Walt Disney Company đều muốn chiêu mộ nữ ca sĩ, trong khi Virgin tìm cách đàm phán để giữ chân cô. Jackson sau đó ở lại với Virgin với bản hợp đồng mới trị giá 80 triệu đô la Mỹ, giúp cô trở thành nghệ sĩ âm nhạc được trả thù lao cao nhất thế giới lúc bấy giờ. The Velvet Rope được đồng sáng tác và sản xuất bởi Jackson, cộng tác viên lâu năm Jimmy Jam and Terry Lewis và chồng của cô khi đó là René Elizondo Jr., bên cạnh sự tham gia hợp tác của nghệ sĩ vĩ cầm người Anh Vanessa-Mae, ca sĩ kiêm nhạc sĩ người Canada Joni Mitchell và rapper người Mỹ Q-Tip. Album kết hợp nhiều thể loại âm nhạc khác nhau, bao gồm pop, R&B, trip hop, folk, jazz, rock và techno.
Sau khi trải qua một khoảng thời gian suy sụp tinh thần, Jackson bắt đầu đối mặt với trạng thái trầm cảm kéo dài và cô phát triển The Velvet Rope như một album chủ đề về nội tâm. Tiêu đề của album là một phép ẩn dụ cho những ranh giới cảm xúc, cũng như ám chỉ đến nhu cầu được cảm thấy đặc biệt của mỗi người. Nội dung ca từ của đĩa nhạc đề cập đến những chủ đề như trầm cảm, lòng tự trọng, mạng lưới xã hội, và bạo hành gia đình, bên cạnh những chủ đề về tình dục, bao gồm BDSM, xu hướng tính dục, và quan hệ đồng giới. The Velvet Rope nhận được những phản ứng tích cực từ các nhà phê bình âm nhạc, trong đó họ đánh giá cao sự táo bạo trong lời bài hát và gọi đây là tác phẩm hoàn thiện nhất của nữ ca sĩ. Album cũng gặt hái những thành công lớn về mặt thương mại, đứng đầu bảng xếp hạng tại Đan Mạch và lọt vào top 10 ở nhiều quốc gia khác, bao gồm vươn đến top 5 ở những thị trường lớn như Úc, Canada, Hà Lan, Pháp, Đức, Thụy Điển, Thụy Sĩ và Vương quốc Anh. Đĩa nhạc ra mắt ở vị trí số một trên bảng xếp hạng Billboard 200 tại Hoa Kỳ với 202,000 bản, trở thành album quán quân thứ tư của Jackson tại đây.
Sáu đĩa đơn đã được phát hành từ The Velvet Rope. "Got 'til It's Gone" được chọn làm đĩa đơn mở đường và lọt vào top 10 ở nhiều quốc gia, đồng thời chiến thắng một giải Grammy cho Video ca nhạc hình thái ngắn xuất sắc nhất. Đĩa đơn tiếp theo "Together Again" trở thành đĩa đơn thành công nhất của Jackson trên thị trường quốc tế, trong khi "I Get Lonely" giúp cô phá vỡ kỷ lục cho nghệ sĩ nữ có nhiều đĩa đơn liên tiếp lọt vào top 10 nhất trên bảng xếp hạng Billboard Hot 100 tại Hoa Kỳ. Để quảng bá album, nữ ca sĩ thực hiện chuyến lưu diễn The Velvet Rope Tour với 125 đêm diễn và đi qua năm châu lục. Kể từ khi phát hành, The Velvet Rope được ghi nhận là tác phẩm giúp củng cố hình ảnh công chúng của Jackson như một biểu tượng sex và là hình mẫu cho nhiều nghệ sĩ nhạc pop khi chuyển sang âm nhạc tăm tối hoặc nổi loạn lơn, và là tiền thân cho sự phát triển của thể loại alternative R&B. Ngoài ra, việc kết hợp những vấn đề xã hội liên quan đến xu hướng tình dục và chống lại chứng sợ đồng tính luyến ái cũng giúp cô trở thành biểu tượng đồng tính và chiến thắng giải thưởng Truyền thông GLAAD cho Nghệ sĩ Âm nhạc Nổi bật.

## Danh sách bài hát
Tất cả các ca khúc được sản xuất bởi Janet Jackson, James Harris III và Terry Lewis.
| The Velvet Rope – Phiên bản tiêu chuẩn | The Velvet Rope – Phiên bản tiêu chuẩn                    | The Velvet Rope – Phiên bản tiêu chuẩn                                                                                         | The Velvet Rope – Phiên bản tiêu chuẩn |
| STT                                    | Nhan đề                                                   | Sáng tác | Thời lượng                             |
| -------------------------------------- | --------------------------------------------------------- | --- | -------------------------------------- |
| 1.                                     | "Interlude – Twisted Elegance"                            | | 0:41                                   |
| 2.                                     | "Velvet Rope" (hợp tác với Vanessa-Mae)                   | Janet Jackson James Harris III Terry Lewis René Elizondo Jr. Malcolm McLaren Trevor Horn Mike Oldfield                         | 4:55                                   |
| 3.                                     | "You"                                                     | Jackson Harris Lewis Elizondo Harold Brown Sylvester Allen Morris Dickerson Howard Scott Leroy Jordan Lee Oskar Charles Miller | 4:42                                   |
| 4.                                     | "Got 'til It's Gone" (hợp tác với Q-Tip và Joni Mitchell) | Jackson Harris Lewis Elizondo Joni Mitchell Kamaal Ibn Fareed                                                                  | 4:01                                   |
| 5.                                     | "Interlude – Speaker Phone"                               | | 0:54                                   |
| 6.                                     | "My Need"                                                 | Jackson Harris Lewis Elizondo Marilyn McLeod Pam Sawyer Nickolas Ashford Valerie Simpson                                       | 3:44                                   |
| 7.                                     | "Interlude – Fasten Your Seatbelts"                       | | 0:19                                   |
| 8.                                     | "Go Deep"                                                 | Jackson Harris Lewis Elizondo                                                                                                  | 4:42                                   |
| 9.                                     | "Free Xone"                                               | Jackson Harris Lewis Elizondo James Brown Billy Buttier Archie Bell Michael Hepburn                                            | 4:57                                   |
| 10.                                    | "Interlude – Memory"                                      | | 0:04                                   |
| 11.                                    | "Together Again"                                          | Jackson Harris Lewis Elizondo                                                                                                  | 5:01                                   |
| 12.                                    | "Interlude – Online"                                      | | 0:19                                   |
| 13.                                    | "Empty"                                                   | Jackson Harris Lewis Elizondo                                                                                                  | 4:32                                   |
| 14.                                    | "Interlude – Full"                                        | | 0:12                                   |
| 15.                                    | "What About"                                              | Jackson Harris Lewis Elizondo                                                                                                  | 4:24                                   |
| 16.                                    | "Every Time"                                              | Jackson Harris Lewis Elizondo                                                                                                  | 4:17                                   |
| 17.                                    | "Tonight's the Night"                                     | Rod Stewart | 5:07                                   |
| 18.                                    | "I Get Lonely"                                            | Jackson Harris Lewis Elizondo                                                                                                  | 5:17                                   |
| 19.                                    | "Rope Burn"                                               | Jackson Harris Lewis Elizondo                                                                                                  | 4:15                                   |
| 20.                                    | "Anything"                                                | Jackson Harris Lewis Elizondo                                                                                                  | 4:54                                   |
| 21.                                    | "Interlude – Sad"                                         | | 0:10                                   |
| 22.                                    | "Special" (bao gồm bản nhạc ẩn)                           | Jackson Harris Lewis Elizondo                                                                                                  | 7:55                                   |
| Tổng thời lượng:                       | Tổng thời lượng:                                          | Tổng thời lượng: | 75:11                                  |

| The Velvet Rope – Phiên bản tại Nhật Bản (bản nhạc bổ sung) | The Velvet Rope – Phiên bản tại Nhật Bản (bản nhạc bổ sung) | The Velvet Rope – Phiên bản tại Nhật Bản (bản nhạc bổ sung) | The Velvet Rope – Phiên bản tại Nhật Bản (bản nhạc bổ sung) |
| STT                                                         | Nhan đề                                                     | Sáng tác                                                    | Thời lượng                                                  |
| ----------------------------------------------------------- | ----------------------------------------------------------- | ----------------------------------------------------------- | ----------------------------------------------------------- |
| 22.                                                         | "Special"                                                   | Jackson Harris Lewis Elizondo                               | 3:21                                                        |
| 23.                                                         | "God's Stepchild" (bao gồm bản nhạc ẩn)                     | Jackson Harris Lewis Elizondo                               | 7:55                                                        |

| The Velvet Rope – Phiên bản cao cấp năm 2022 (phần 1) | The Velvet Rope – Phiên bản cao cấp năm 2022 (phần 1) | The Velvet Rope – Phiên bản cao cấp năm 2022 (phần 1) | The Velvet Rope – Phiên bản cao cấp năm 2022 (phần 1) |
| STT                                                   | Nhan đề                                               | Sáng tác                                              | Thời lượng                                            |
| ----------------------------------------------------- | ----------------------------------------------------- | ----------------------------------------------------- | ----------------------------------------------------- |
| 22.                                                   | "Special"                                             | Jackson Harris Lewis Elizondo                         | 3:21                                                  |
| 23.                                                   | "Can't Be Stopped"                                    | Jackson Harris Lewis Elizondo                         | 4:13                                                  |
| 24.                                                   | "Accept Me"                                           | Jackson Harris Lewis                                  | 4:07                                                  |
| 25.                                                   | "God's Stepchild"                                     | Jackson Harris Lewis Elizondo                         | 3:30                                                  |

| The Velvet Rope – Phiên bản đặc biệt / nhạc số cao cấp (đĩa kèm theo) | The Velvet Rope – Phiên bản đặc biệt / nhạc số cao cấp (đĩa kèm theo) | The Velvet Rope – Phiên bản đặc biệt / nhạc số cao cấp (đĩa kèm theo) | The Velvet Rope – Phiên bản đặc biệt / nhạc số cao cấp (đĩa kèm theo) |
| STT                                                                   | Nhan đề                                                               | Người phối lại                                                        | Thời lượng                                                            |
| --------------------------------------------------------------------- | --------------------------------------------------------------------- | --------------------------------------------------------------------- | --------------------------------------------------------------------- |
| 1.                                                                    | "Got 'til It's Gone" (Armvà Van Helden Bonus Beats)                   | Armvà Van Helden                                                      | 5:05                                                                  |
| 2.                                                                    | "Together Again" (Tony Humphries 12-inch Edit Mix)                    | Tony Humphries                                                        | 9:57                                                                  |
| 3.                                                                    | "I Get Lonely" (Janet vs Jason – The Club Remix)                      | Jason Nevins                                                          | 8:10                                                                  |
| 4.                                                                    | "Go Deep" (Vocal Deep Disco Dub)                                      | Masters at Work                                                       | 8:12                                                                  |
| 5.                                                                    | "Every Time" (Jam & Lewis Disco Remix)                                | Jimmy Jam & Terry Lewis                                               | 4:10                                                                  |

| The Velvet Rope – Phiên bản cao cấp năm 2022 (phần 2) | The Velvet Rope – Phiên bản cao cấp năm 2022 (phần 2)                                  | The Velvet Rope – Phiên bản cao cấp năm 2022 (phần 2) | The Velvet Rope – Phiên bản cao cấp năm 2022 (phần 2) |
| STT                                                   | Nhan đề                                                                                | Người phối lại                                        | Thời lượng                                            |
| ----------------------------------------------------- | -------------------------------------------------------------------------------------- | ----------------------------------------------------- | ----------------------------------------------------- |
| 1.                                                    | "I Get Lonely" (TNT Remix Edit (hợp tác với Blackstreet)                               | Teddy Riley                                           | 4:18                                                  |
| 2.                                                    | "Got Til It's Gone" (Ummah Jay Dee's Revenge Mix) (hợp tác với Q-Tip và Joni Mitchell) | The Ummah                                             | 3:46                                                  |
| 3.                                                    | "Go Deep" (Timbaland/Missy Mix) (hợp tác với Missy Elliott)                            | Timbaland                                             | 5:34                                                  |
| 4.                                                    | "Together Again" (Jimmy Jam Deeper Mix)                                                | Jimmy Jam                                             | 4:52                                                  |
| 5.                                                    | "Every Time" (Jam & Lewis Disco Remix)                                                 | Jimmy Jam & Terry Lewis                               | 4:10                                                  |
| 6.                                                    | "I Get Lonely" (Jam & Lewis Feel My Bass Mix)                                          | Jimmy Jam & Terry Lewis                               | 5:19                                                  |
| 7.                                                    | "Got Til' It's Gone" (Def Club Mix)                                                    | David Morales và Frankie Knuckles                     | 10:56                                                 |
| 8.                                                    | "Together Again" (Tony Moran 12-inch Club Mix)                                         | Tony Moran                                            | 11:03                                                 |
| 9.                                                    | "Go Deep" (Masters at Work Thunder Mix)                                                | Masters at Work                                       | 9:06                                                  |
| 10.                                                   | "Together Again" (Tony Humphries Club Mix Edit)                                        | Tony Humphries                                        | 10:00                                                 |
| 11.                                                   | "I Get Lonely" (Janet vs Jason – The Club Remix)                                       | Jason Nevins                                          | 8:10                                                  |
| 12.                                                   | "Go Deep" (Masters at Work Vocal Deep Disco Dub)                                       | Masters at Work                                       | 8:12                                                  |
| 13.                                                   | "Got Til' It's Gone" (Armvà Van Helden Bonus Beats)                                    | Armvà Van Helden                                      | 5:08                                                  |

Ghi chú nhạc mẫu
- "Velvet Rope" sử dụng nhạc mẫu "Hobo Scratch" bởi Malcolm McLaren và The World Famous Supreme Team và "Tubular Bells" bởi Mike Oldfield.
- "You" sử dụng nhạc mẫu "The Cisco Kid" bởi War.
- "Got 'til It's Gone" sử dụng nhạc mẫu "Big Yellow Taxi" bởi Joni Mitchell.
- "My Need" sử dụng nhạc mẫu "Love Hangover" bởi Diana Ross và "You're All I Need to Get By" bởi Marvin Gaye và Tammi Terrell.
- "Free Xone" sử dụng nhạc mẫu "Think (About It)" bởi Lyn Collins, "Tighten Up" bởi Archie Bell & the Drells, và "Joyous" bởi Pleasure.

Chú thích
1. ↑  "Special" bao gồm bản nhạc ẩn "Can't Be Stopped" bắt đầu từ 3:42.
2. ↑  "God's Stepchild" bao gồm bản nhạc ẩn "Can't Be Stopped" bắt đầu từ 3:42.

## Xếp hạng
| Bảng xếp hạng (1997–98)                  | Vị trí cao nhất |
| ---------------------------------------- | --------------- |
| Album Úc (ARIA)                          | 4               |
| Album Áo (Ö3 Austria)                    | 9               |
| Album Bỉ (Ultratop Vlaanderen)           | 11              |
| Album Bỉ (Ultratop Wallonie)             | 14              |
| Album Canada (RPM)                       | 2               |
| Album Canada (The Record)                | 2               |
| Album Đan Mạch (Hitlisten)               | 1               |
| Album Hà Lan (Album Top 100)             | 3               |
| Album Châu Âu (Music & Media)            | 4               |
| Album Phần Lan (Suomen virallinen lista) | 19              |
| Album Pháp (SNEP)                        | 5               |
| Album Đức (Offizielle Top 100)           | 5               |
| Album Hy Lạp (IFPI)                      | 15              |
| Album Hungaria (MAHASZ)                  | 40              |
| Album Iceland (Íslenski listinn)         | 20              |
| Album Ireland (IRMA)                     | 7               |
| Album Ý (FIMI)                           | 11              |
| Album Nhật Bản (Oricon)                  | 10              |
| Album New Zealand (RMNZ)                 | 8               |
| Album Na Uy (VG-lista)                   | 4               |
| Album Scotland (OCC)                     | 18              |
| Album Tây Ban Nha (AFYVE)                | 10              |
| Album Thụy Điển (Sverigetopplistan)      | 4               |
| Album Thụy Sĩ (Schweizer Hitparade)      | 5               |
| Album Anh Quốc (OCC)                     | 6               |
| Album Anh Quốc R&B (OCC)                 | 1               |
| Album Hoa Kỳ Billboard 200               | 1               |
| Album Hoa Kỳ Top R&B/Hip-Hop (Billboard) | 2               |

| Bảng xếp hạng (1997)                      | Vị trí   |
| ----------------------------------------- | -------- |
| Album Úc (ARIA)                           | 42       |
| Album Bỉ (Ultratop Wallonia)              | 85       |
| Album Canada (SoundScan)                  | 57       |
| Album Đan Mạch (Hitlisten)                | 40       |
| Album Châu Âu (Music & Media)             | 49       |
| Album Pháp (SNEP)                         | 19       |
| Album Đức (Offizielle Top 100)            | 85       |
| Album Na Uy (VG-lista)                    | 17       |
| Album Thụy Điển (Sverigetopplistan)       | 73       |
| Album Anh Quốc (OCC)                      | 77       |
| Hoa Kỳ Billboard 200                      | 115      |
| Hoa Kỳ Top R&B/Hip-Hop Albums (Billboard) | 62       |
| Chart (1998)                              | Position |
| Album Úc (ARIA)                           | 82       |
| Album Bỉ (Ultratop Flanders)              | 43       |
| Album Bỉ (Ultratop Wallonia)              | 39       |
| Album Canada (RPM)                        | 34       |
| Album Canada (SoundScan)                  | 49       |
| Album Đan Mạch (Hitlisten)                | 9        |
| Album Hà Lan (MegaCharts)                 | 20       |
| Album Châu Âu (Music & Media)             | 19       |
| Album Pháp (SNEP)                         | 17       |
| Album Đức (Offizielle Top 100)            | 28       |
| Album Ý (Hit Parade)                      | 42       |
| Album New Zealand (RMNZ)                  | 39       |
| Album Thụy Sĩ (Schweizer Hitparade)       | 43       |
| Album Anh Quốc (OCC)                      | 73       |
| Hoa Kỳ Billboard 200                      | 27       |
| Hoa Kỳ Top R&B/Hip-Hop Albums (Billboard) | 16       |

## Chứng nhận
| Quốc gia                                                                           | Chứng nhận  | Số đơn vị/doanh số chứng nhận |
| ---------------------------------------------------------------------------------- | ----------- | ----------------------------- |
| Úc (ARIA)                                                                          | 2× Bạch kim | 140.000^                      |
| Bỉ (BEA)                                                                           | Vàng        | 25.000*                       |
| Canada (Music Canada)                                                              | 3× Bạch kim | 300.000^                      |
| Đan Mạch (IFPI Đan Mạch)                                                           | Vàng        | 25.000^                       |
| Pháp (SNEP)                                                                        | Bạch kim    | 300.000*                      |
| Đức (BVMI)                                                                         | Vàng        | 250.000^                      |
| Ý (FIMI)                                                                           | —           | 150,000                       |
| Nhật Bản (RIAJ)                                                                    | Bạch kim    | 200.000^                      |
| Hà Lan (NVPI)                                                                      | Bạch kim    | 100.000^                      |
| New Zealand (RMNZ)                                                                 | Bạch kim    | 15.000^                       |
| Na Uy (IFPI)                                                                       | Bạch kim    | 50.000*                       |
| Nam Phi (RISA)                                                                     | 3× Bạch kim | 100,000*                      |
| Tây Ban Nha (PROMUSICAE)                                                           | Bạch kim    | 100.000^                      |
| Thụy Điển (GLF)                                                                    | Vàng        | 40.000^                       |
| Thụy Sĩ (IFPI)                                                                     | Bạch kim    | 50.000^                       |
| Taiwan (RIT)                                                                       | Vàng        | 25,000*                       |
| Anh Quốc (BPI)                                                                     | Bạch kim    | 367,000                       |
| Hoa Kỳ (RIAA)                                                                      | 3× Bạch kim | 3,649,000                     |
| Tổng hợp                                                                           |             |                               |
| Châu Âu (IFPI)                                                                     | Bạch kim    | 1.000.000*                    |
| Toàn cầu                                                                           | —           | 8,000,000                     |
| * Chứng nhận dựa theo doanh số tiêu thụ. ^ Chứng nhận dựa theo doanh số nhập hàng. |             |                               |